# Cousin Bobby

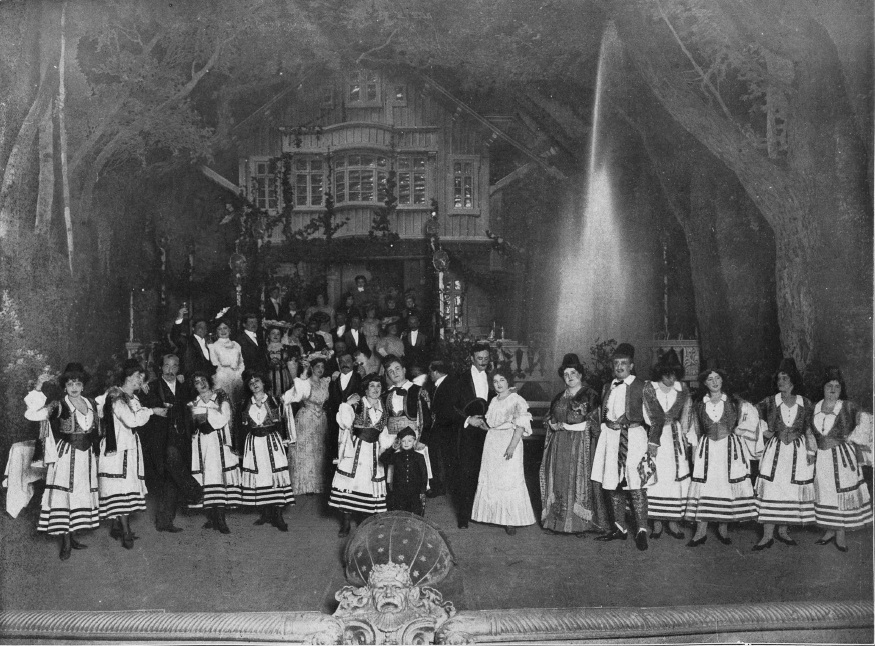
Szenenbild aus Cousin Bobby, Finale des II. Akts, aus der Aufführung durch das Theater des Westens, Berlin, 1907.

Cousin Bobby ist eine Operette in drei Akten des Komponisten Carl Millöcker. Das Libretto verfassten Benno Jacobsohn und Franz Wagner und in der Bearbeitung von Bertram Sänger wurde dieses Theaterstück dann 1906 in Wien erstmals aufgeführt. Ernst Reiterer hatte dazu dieses Werk des bereits 1899 verstorbenen Komponisten neu arrangiert.

## Handlung
1. Akt – Vorgarten des Grand Hotels
Nero Sanftleben leitet als Direktor sein Grand Hotel in der Sächsischen Schweiz. Da er es aber als Reform-Hotel führt, gehen die Geschäfte sehr schlecht. Momentan hat er nur einen Gast, die Soubrette Marietta, die vor ihrem Impresario Bobby Spielvogel geflüchtet ist. Seit zwei Wochen wartet Marietta ohne Geld im Hotel auf einen Vorschuss ihres neuen Arbeitgebers in Moskau. Da Direktor Sanftleben in seinen Gast verliebt ist, machen ihr die derzeitige Zahlungsunfähigkeit keine Sorgen.
Im Hotel wird Agamemnon erwartet; der Sohn von Lydia Mogulopulos und deren bereits verstorbenen mazedonischen Räuberhauptmanns und Hammelherdenbesitzers Mogulopulos. Agamemnon ist der Neffe Nero Sanftlebens und da er ein reiches Erbe zu erwarten hat, soll er nach dem Willen Nero Sanftlebens dessen Tochter Herta heiraten. Diese aber sträubt sich gegen diese Verbindung, da sie den Buchhalter, Ewald Bräunlich, liebt.
Auf der Reise ins Grand Hotel des Onkels werden Agamemnon und seine vier Schwestern beraubt. Es wird ihnen alles Geld und Kleidung gestohlen und sie müssen nun Nero Sanftleben telegraphisch um 800,-- Mark anbetteln. Dieser Betrag ist das absolut letzte Bargeld in der Hotelkasse und Sanftleben beauftragt nun seinen Buchhalter Bräunlich das Geld zu überbringen.
Gerade als Ewald Bräunlich mit dem Geld abreisen will kommt Bobby Spielvogel zusammen mit vier Tänzerinnen im Hotel an. Da niemand Agamemnon persönlich kennt, nutzt Spielvogel seine Chance, gibt sich für diesen aus und stellt seine Tänzerinnen als seine Schwestern vor. Nero Sanftleben überreicht ihm gerührt das Geld und empfängt ihn feierlich.
2. Akt – Platz hinter dem Grand Hotel
Mitten in die Begrüßungsfeier platzt plötzlich der echte Agamemnon. Der Direktor hält ihn für den neuen Oberkellner und Agamemnon geht erstmal auf dieses Spiel ein. Da Marietta immer noch mittellos ist, nimmt sie nun Sanftlebens Heiratsantrag an, hält aber sicherheitshalber ihren ehemaligen Liebhaber, Bobby Spielvogel, weiterhin im Spiel. In dieser Situation trifft sie auf Agamemnon, den sie aus Wien kennt und mit dessen Hilfe sie ihr neues Engagement in Moskau erhalten hatte.
Unerwartet trifft nun Lydia Mogulopulos mit ihren vier Töchtern ein. Um ihren Vorwurf des Betrugs zu entkräften, macht Spielvogel  Mme Mogulopulos einen Heiratsantrag und bedrängt sie während eines Rendezvous. Als jetzt Nero Sanftleben seine Tochter mit Agamemnon (der verkleidete Bobby Spielvogel) verloben will, erhebt seine Schwester Lydia heftigen Einspruch, da dieser ja ihr die Ehe versprochen hatte.
Ein Skandal: Die Mutter will ihren eigenen Sohn heiraten! Spielvogel (als Agamemnon) wiegelt ab und erfindet eine Geschichte, wonach Lydia einst von einem Esel gefallen sei und seitdem etwas drollige Ideen habe. In diesem Augenblick erscheint der neue Oberkellner (der verkleidete Agamemnon), den Lydia sofort für ihren einzigen legitimen Sohn erklärt.
3. Akt – Damensalon im Grand Hotel
Nach einer allgemeinen Aussprache kam es zu einer allgemeinen Versöhnung. Auf Wunsch Lydias wurde diese Stunde mit Strömen von Champagner gefeiert, so dass die Anwesenden schlussendlich alle ziemlich betrunken waren. Am nächsten Tag bei der Rekonstruktion des vergangenen Abends erfahren Nero Sanftleben und der echte Bobby Spielvogel, dass sie Brüderschaft getrunken hatten. Außerdem hatte sich Spielvogel offiziell mit Lydia Mogulopulos verlobt. Nero Sanftleben verweigert allerdings immer noch seine Einwilligung für die Heirat Hertas mit Ewald Bräunlich.
Bobby Spielvogel will helfen und versucht Nero Sanftleben zu hypnotisieren, wird aber deswegen beinahe von ihm verprügelt. In diesem Durcheinander verspricht der echte Agamemnon, den Erlös vom Verkauf seiner 80.000 Hammel im Hotel seines Onkels zu investieren. Aller finanzieller Sorgen ledig, gibt Sanftleben nun seiner Tochter Herta die Erlaubnis ihren Ewald zu heiraten.
Lydia Mogulopulos besteht ebenfalls auf die Einhaltung des ihr gegebenen Heiratsversprechens. Bobby Spielvogel braucht allerdings noch Zeit um seine Geschäfte zu regeln. Er rät nun Lydia, nach Mazedonien zurückzureisen und mit den Vorbereitungen der Hochzeit bereits zu beginnen. Kurz nach der Abreise von Lydia Mogulopulos flüchtet Bobby Spielvogel zusammen mit seinen Tänzerinnen nach Moskau.